# Happy Hooligan April-Fooled
Happy Hooligan April-Fooled est un film américain muet et en noir et blanc sorti en 1901. Il s'agit d'une adaptation de la bande dessinée Happy Hooligan.